# Adam Nawałka
Adam Nawałka (* 23. Oktober 1957 in Krakau, Polen) ist ein ehemaliger polnischer Fußballspieler und heutiger Fußballtrainer.

## Karriere

### Spieler
Adam Nawałka begann seine Fußballerkarriere in seiner Heimatstadt bei Wisła Krakau. Mit der A-Jugend von Krakau wurde er 1975 und 1976 polnischer Meister. Danach spielte er in der 1. Mannschaft von Wisła und gehörte bereits 1978 zur Stammformation der Krakauer, als sie polnischer Meister wurden. Im gleichen Jahr wurde er in den Kader für die Fußball-Weltmeisterschaft 1978 in Argentinien berufen. Die polnische Fußballnationalmannschaft schied in der Zwischenrunde nach Niederlagen gegen Argentinien und Brasilien aus. Der junge Nawałka bestritt im Mittelfeld der Polen fünf Spiele bei dieser WM. In der Nationalmannschaft bestritt er von 1977 bis 1980 34 Spiele. 1985 emigrierte er in die Vereinigten Staaten, wo er in New York City als Spieler und später als Trainer arbeitete.

### Trainer
In den 1990er Jahren kehrte er nach Polen zurück und erwarb den polnischen Trainerschein. Er arbeitete zunächst bei einem unterklassigen Club, um dann 1998 als Jugendkoordinator für seinen alten Verein Wisła Krakau tätig zu sein. Kurzfristig ersetzte er 2000 und 2001 entlassene Trainer der Profimannschaft. Ab dem Jahr 2002 trainierte er viert- bis zweitklassige polnische Vereine. Seit April 2006 war er ohne Verein, bevor er wieder Trainer bei Wisła Krakau wurde. Bei Fernsehübertragungen von der Fußball-Weltmeisterschaft 2006 war er als gelegentlicher Kokommentator beim polnischen Fernsehen tätig. Zwischen Mai 2007 und Juli 2007 war er Kotrainer von Leo Beenhakker bei der polnischen Fußballnationalmannschaft. Von 2008 bis Ende 2009 war er Fußballtrainer von GKS Katowice. Vom 1. Januar 2010 bis zum 25. Oktober 2013 arbeitete er als Cheftrainer des polnischen Rekordmeisters Górnik Zabrze. Einen Tag später, am 26. Oktober 2013, verpflichtete ihn der polnische Fußballverband als Trainer der polnischen Nationalmannschaft. Am 11. Oktober 2014 erreichte er im Stadion Narodowy in Warschau als Trainer den ersten Sieg (2:0) einer polnischen A-Nationalmannschaft gegen die DFB-Mannschaft. Im Jahr 2016 gelang ihm mit der Nationalmannschaft als Gruppenzweiter der Qualifikation die zweite Qualifikation des Landes für die EM 2016 in Frankreich. Außerdem wurde er 2015 von zwei renommierten polnischen Sportzeitschriften zum Trainer des Jahres gekürt. Bei der EM überstand er mit dem Nationalteam die Vorrunde als Gruppenzweiter und zog erstmals wieder nach der WM 1986 in die K.-o.-Phase eines großen Turniers ein. Anschließend bezwang man die Schweiz und verlor gegen Portugal. Es war das erste Mal, dass Polen ein EM-Viertelfinale erreicht hatte.
Nach der Weltmeisterschaft 2018 in Russland, in der Polen in der Gruppenphase als Letzter ausschied, wurde der Vertrag nicht verlängert. Am 25. November 2018 unterschrieb er den Vertrag mit Lech Posen.

## Erfolge
Als Spieler:
- Polnischer Meister (1978)
- WM-Teilnahme (1978)

Als Trainer:
- Mensch des Jahres 2014 (Sportzeitschrift Pilka Nozna)
- Trainer des Jahres 2015 (Sportzeitschrift Pilka Nozna)
- Trainer des Jahres 2015 (Przegląd Sportowy)
- EM-Teilnahme 2016
- WM-Teilnahme 2018

## Privates
Adam Nawałka lebt in Rudawa, bei Krzeszowice.